# Gunnar Mellgren
Gunnar Emanuel Mellgren, född 14 november 1872 i Göteborg, död 3 mars 1929 i Tidaholm, var en svensk ingenjör och båtkonstruktör.
Gunnar Mellgren var son till köpmannen Frans Leopold Mellgren (1837–1891) och Berta Theresia Sörqvist (1838–1912). Han var anställd bland annat på Göteborgs mekaniska verkstad och var senare disponent för Tändsticksbolaget Vulcan i Tidaholm. Han konstruerade segeljakter vid sidan om och ritade bland andra Revanche 1899 och fenkölsracers som Ester och Cake Walk samt 1902 den stora racern Garm IV, mera känd som San Toy. 
Hans sist konstruerade segelbåt var Angödomen 1907 efter internationella R-regeln från 1907.

## Konstruerade båtar i urval
- 1898 Segelbåten Trollsländan, Brödrene Svendsen
- 1901 Fenkölsracern Ester, Stockholms Båtbyggeri, Liljeholmen, Stockholm
- 1902 Garm IV för Olof Mark (1873–1920)
- 1907 Angödomen, byggd på Lövholmsvarvet